# Archer Milton Huntington
Archer Milton Huntington (ur. 10 marca 1870 w Nowym Jorku, zm. 11 grudnia 1955 w Redding) – amerykański filantrop, pisarz i kolekcjoner sztuki.

## Życiorys
Jego rodzicami byli John i Arabella Worsham. W 1884 jego matka poślubiła Collisa Pottera Huntingtona, przemysłowca i kolejowego magnata, który adoptował Archera. Był kształcony przez prywatnych nauczycieli, a później podróżował i studiował w Hiszpanii, gdzie zebrał kolekcję rzadkich manuskryptów, książek i dzieł sztuki.
6 sierpnia 1895 w Londynie ożenił się z Helen Manchester Gates, rozwiedli się w 1918. 10 marca 1923 ożenił się z amerykańską rzeźbiarką Anną Vaughn Hyatt. Nie miał dzieci. Poświęcił swoje życie działalności charytatywnej, przekazując ziemię, pieniądze i kolekcje sztuki oraz fundując różne instytucje. W 1904 założył Hispanic Society of America, a do 1908 także bezpłatne muzeum, bibliotekę i placówkę edukacyjną w Nowym Jorku. Był także pisarzem, skupiał się na poezji i tłumaczeniu tekstów hiszpańskich (A Note Book in Northern Spain 1898, The Poem of the Cid 3 tomy, 1897–1903, Lace Maker of Segovia 1928, A Flight of Birds 1938, and Collected Verse 1953).